# Tayilupatti
Tayilupatti (o Thayilpatti) è una suddivisione dell'India, classificata come town panchayat, di 8.771 abitanti, situata nel distretto di Virudhunagar, nello stato federato del Tamil Nadu. In base al numero di abitanti la città rientra nella classe V (da 5.000 a 9.999 persone).

## Geografia fisica
La città è situata a 09° 23' 14 N e 77° 47' 30 E.

## Società

### Evoluzione demografica
Al censimento del 2001 la popolazione di Tayilupatti assommava a 8.771 persone, delle quali 4.302 maschi e 4.469 femmine. I bambini di età inferiore o uguale ai sei anni assommavano a 1.045, dei quali 546 maschi e 499 femmine. Infine, coloro che erano in grado di saper almeno leggere e scrivere erano 5.424, dei quali 3.100 maschi e 2.324 femmine.